# Karl Friedrich von Sievers
Karl Friedrich von Sievers (* 1761 in Kiel; † 1. August 1823 in Riga) war dänischer Beamter und Vizepräsident des livländischen Oberlandesgerichts.

## Leben
Karl Friedrich von Sievers war einer der Söhne des deutschen Landrates David Reinhold von Sievers und Friederike Karoline von Carols, einer unehelichen Halbschwester des russischen Zaren Peter III. Seine Jugendjahre verbrachte er auf dem Kieler Schloss und in Cismar (Holstein). Dann folgte ein Studium an der Universität Kiel und der Universität Göttingen, bevor er in den dänischen Staatsdienst eintrat. Im Jahre 1796 wurde sein Cousin Paul zum russischen Zaren ausgerufen und holte Karl Friedrich in die russische Justizbehörde nach Livland. Hier machte er eine Karriere vom Assessor zum Vizepräsidenten des Oberlandesgerichts und wird schließlich 1816 Kollegienrat des Russischen Reiches. In Livland erwarb er 1817 das Rittergut Elisabethshof. Der Orden des Heiligen Wladimir wurde ihm im Jahre 1818 verliehen.

## Familie
Karl Friedrich von Sievers war mit Katharina von Reichard (* 1770; † 1829) verheiratet und hatte mit ihr fünf Kinder:
- Otto Reinhold (1794–1875), livländischer Bankier ⚭ mit Amalia Kartschawki (russischer Adel)
- Ernst Peter (1795–1876), Präsident des livländischen Oberlandesgerichts
- Catharina (1799–?) ⚭ mit Friedrich v. Jacobs
- Georg Hermann (1801–?)
- Amalie (1804–1867) ⚭ mit Karl Johann Friede (russischer Adel)